# Scolopendrellopsis microcolpa
Scolopendrellopsis microcolpa är en mångfotingart som först beskrevs av Lars-Erik Muhr 1881.  Scolopendrellopsis microcolpa ingår i släktet smaldvärgfotingar, och familjen slankdvärgfotingar. Inga underarter finns listade i Catalogue of Life.